# Nick Mason’s Saucerful of Secrets
Nick Mason’s Saucerful of Secrets — британская психоделическая рок-группа сформированная в 2018 году барабанщиком Ником Мейсоном и гитаристом Ли Харрисом для исполнения раннего репертуара группы Pink Floyd, в которой Мейсон также играл на позиции ударника. Помимо них в состав входят Гэри Кемп из Spandau Ballet (гитара и вокал), а также Гай Пратт (бас и вокал), долгое время сотрудничавший с Pink Floyd. По словам Мейсона, этот проект не является трибьют-группой, в традиционном понимании этого термина, его целью является «передать дух» той эпохи; он также подчёркивает, что Кемп не является и не подразумевается в качестве полноценной замены оригинальному фронтмену Pink Floyd Сиду Барретту, который покинул группу в 1968 году. Название проекта является отсылкой ко второму альбому Pink Floyd.

## История
В 2016 году Мейсон курировал издание бокc-сета The Early Years 1965—1972, который содержал психоделические записи Pink Floyd периода перед выпуском альбома The Dark Side Of The Moon. Бокс-сет содержал множество различного живого материала того времени к которому, по словам Мейсона, он захотел вернуться в своём гастрольном туре.
Nick Mason’s Saucerful of Secrets дебютировали 20 мая 2018 года при полном аншлаге в лондонском концертном зале Dingwalls на 500 мест, сыграв подборку материала Pink Floyd, выпущенного до релиза альбома The Dark Side Of The Moon (1973). Затем последовали 3 концерта в The Half Moon в Патни (21, 23 и 24 мая 2018 года). В сентябре того же года группа отправилась в европейское турне.
Такие песни, как «Astronomy Domine», «Green Is the Colour», «Set the Controls for the Heart of the Sun», «A Saucerful of Secrets» и «One of These Days» входили в число постоянного концертного репертуара Pink Floyd в период 1969—1972 годов. Другие песни, которые Мейсон и его группа исполнили во время тех гастролей, «Lucifer Sam», «Arnold Layne», «Bike» и «Fearless», никогда не исполнялись Pink Floyd вживую в ту эпоху (за исключением некоторых телевизионных выступлений под фонограмму), хотя Дэвид Гилмор часто играл «Arnold Layne» во время сольного турне 2006 года; помимо этого песню также сыграли Гилмор, Мейсон и Ричард Райт на трибьют-шоу Сида Барретта The Madcap’s Last Laugh в мае 2007 года. Композиция «Lucifer Sam» исполнялась недолго просуществовавшим проектом Барретта Stars, в 1972 году. В свою очередь, песня «Vegetable Man», записанная в 1967 году, впервые была выпущена в рамках бокс-сета Early Years в 2016 году.
18 апреля 2019 года бывший коллега Мейсона по Pink Floyd Роджер Уотерс присоединился к группе на сцене Beacon Theatre, исполнив ведущий вокал в песне «Set the Controls for the Heart of the Sun».
Осенью 2019 года Мейсон объявил о проведении в апреле-мае 2020 года турне по Великобритании и Ирландии под названием More Games for May, по аналогии с концертом Pink Floyd Games for May.
30 января 2020 года Мейсон анонсировал выпуск концертного альбома и фильма под названием Live at The Roundhouse — трейлер к которому был выпущен на YouTube-канале Pink Floyd. Записанный в течение 3 мая и 4 мая 2019 года в лондонском концертном зале The Roundhouse, альбом, DVD и BD из-за ковидных ограничений были выпущены лишь 18 сентября 2020 года.

## Участники группы
- Ник Мейсон — ударные, гонг, колокольчики, перкуссия
- Гай Пратт — бас-гитара, вокал, тарелки на «A Saucerful of Secrets», гонг на «Set the Controls for the Heart of the Sun»
- Гэри Кемп[англ.] — гитара, вокал
- Ли Харрис[исп.] — гитары, бэк-вокал
- Дом Бекен — клавишные, музыкальное программирование, бэк-вокал

## Концертный сет-лист
1. «Interstellar Overdrive»
2. «Astronomy Domine»
3. «Lucifer Sam»
4. «Fearless»
5. «Obscured by Clouds» / «When You're In»
6. «Remember a Day» (песня была добавлена в сет-лист в 2019 году)
7. «Arnold Layne»
8. «Vegetable Man» (песня была добавлена в сет-лист в сентябре 2018 года)
9. «If» / «Atom Heart Mother (excerpt)» / «If (reprise)» (песня была добавлена в сет-лист в сентябре 2018 года)
10. «The Nile Song»
11. «Green Is the Colour»
12. «Let There Be More Light»
13. «Childhood’s End» (песня была добавлена в сет-лист 12 марта 2019)
14. «Set the Controls for the Heart of the Sun»
15. «See Emily Play»
16. «Bike»
17. «One of These Days»

На бис:
1. «A Saucerful of Secrets»
2. «Point Me at the Sky» (заменена в сет-листе 12 марта 2019 на песню «Childhood’s End», которая исполнялась перед «A Saucerful of Secrets» на бис)

## Дискография
- 2020 — Live at the Roundhouse